# Йебен
Йебен (нем. Jeeben) — община в Германии, в земле Саксония-Анхальт. 
Входит в состав района Зальцведель. Подчиняется управлению Бетцендорф-Дисдорф.  Население составляет 268 человек (на 31 декабря 2006 года). Занимает площадь 11,88 км².